# Apterygodon vittatus
Apterygodon vittatus är en ödleart som beskrevs av  Abraham Carel J. Edeling 1865. Apterygodon vittatus ingår i släktet Apterygodon och familjen skinkar. Inga underarter finns listade i Catalogue of Life.

## Bildgalleri

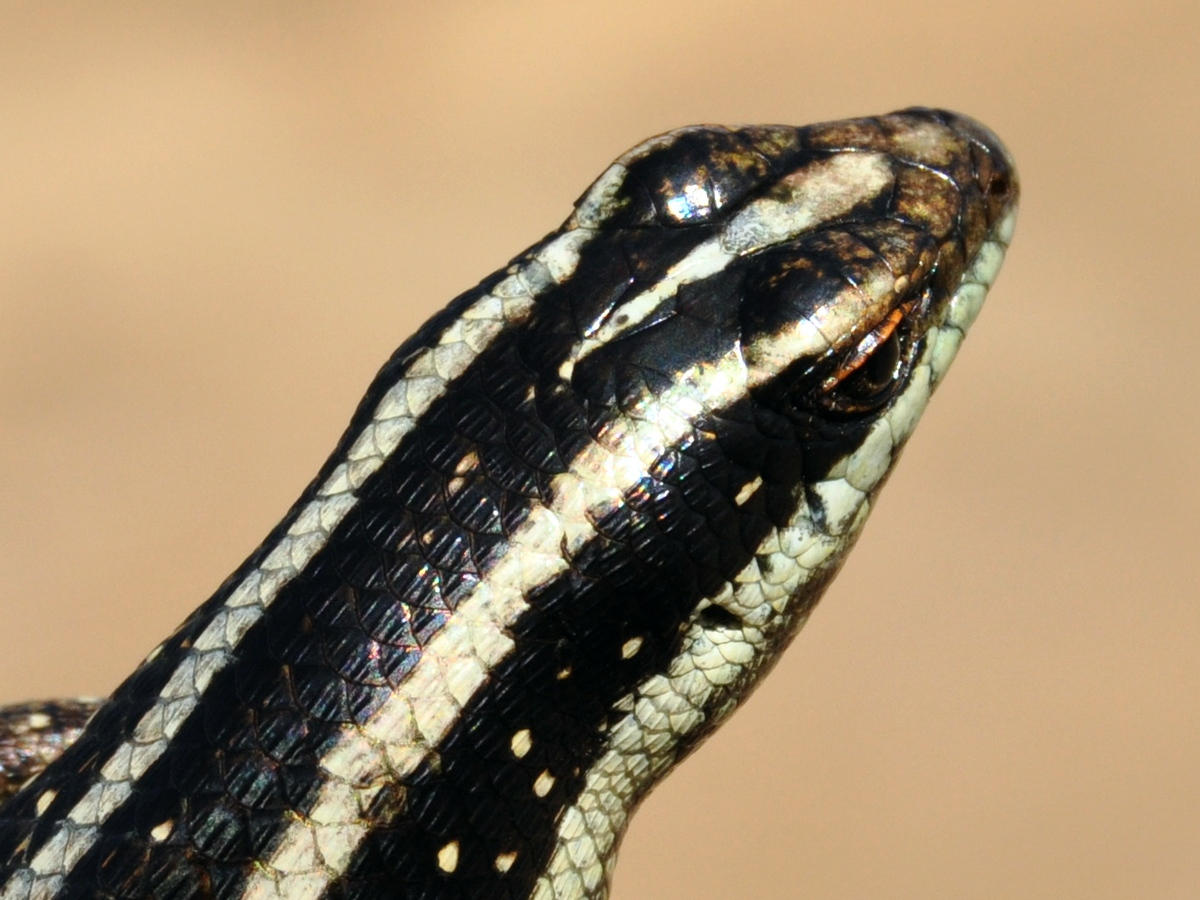
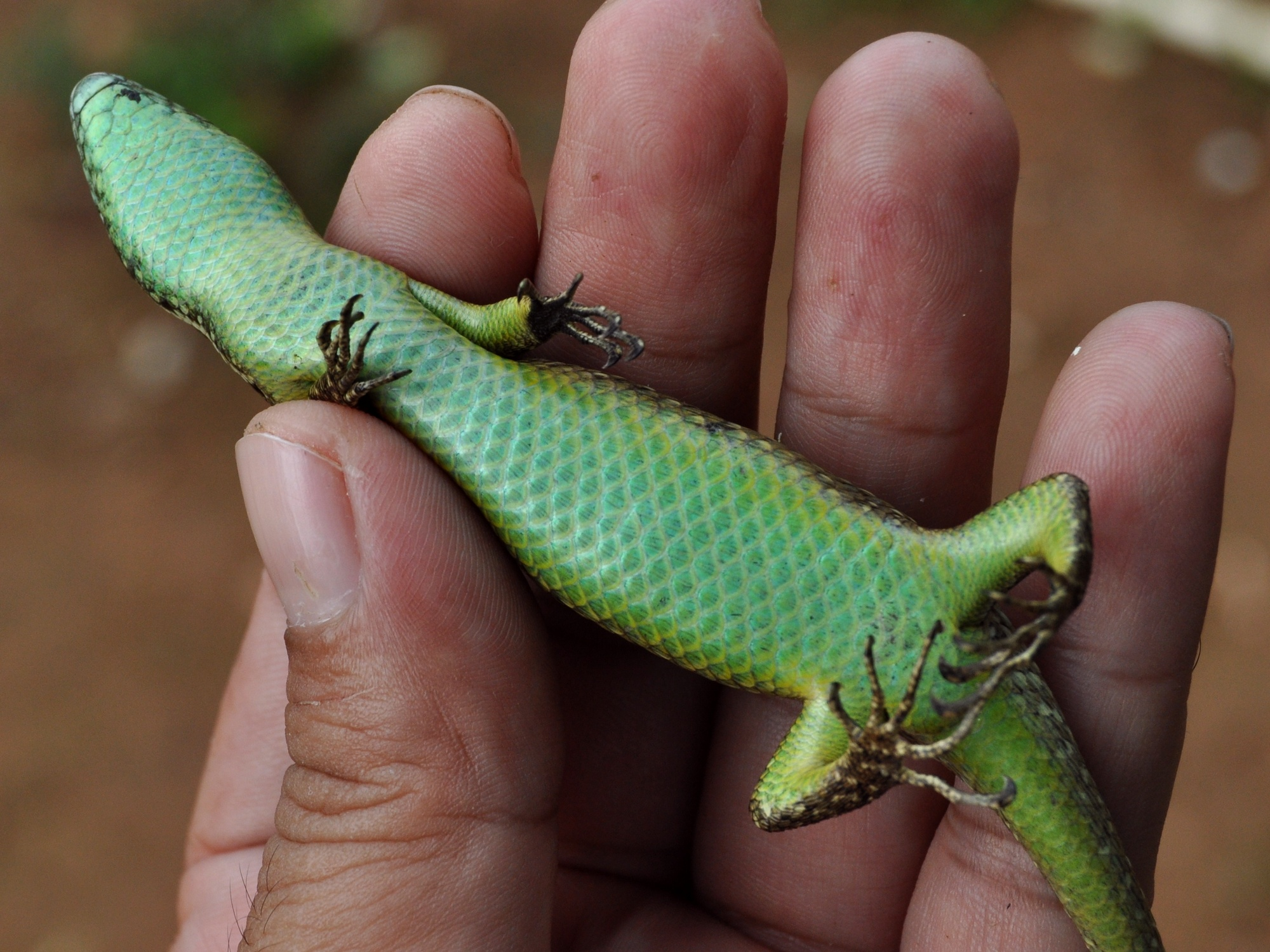
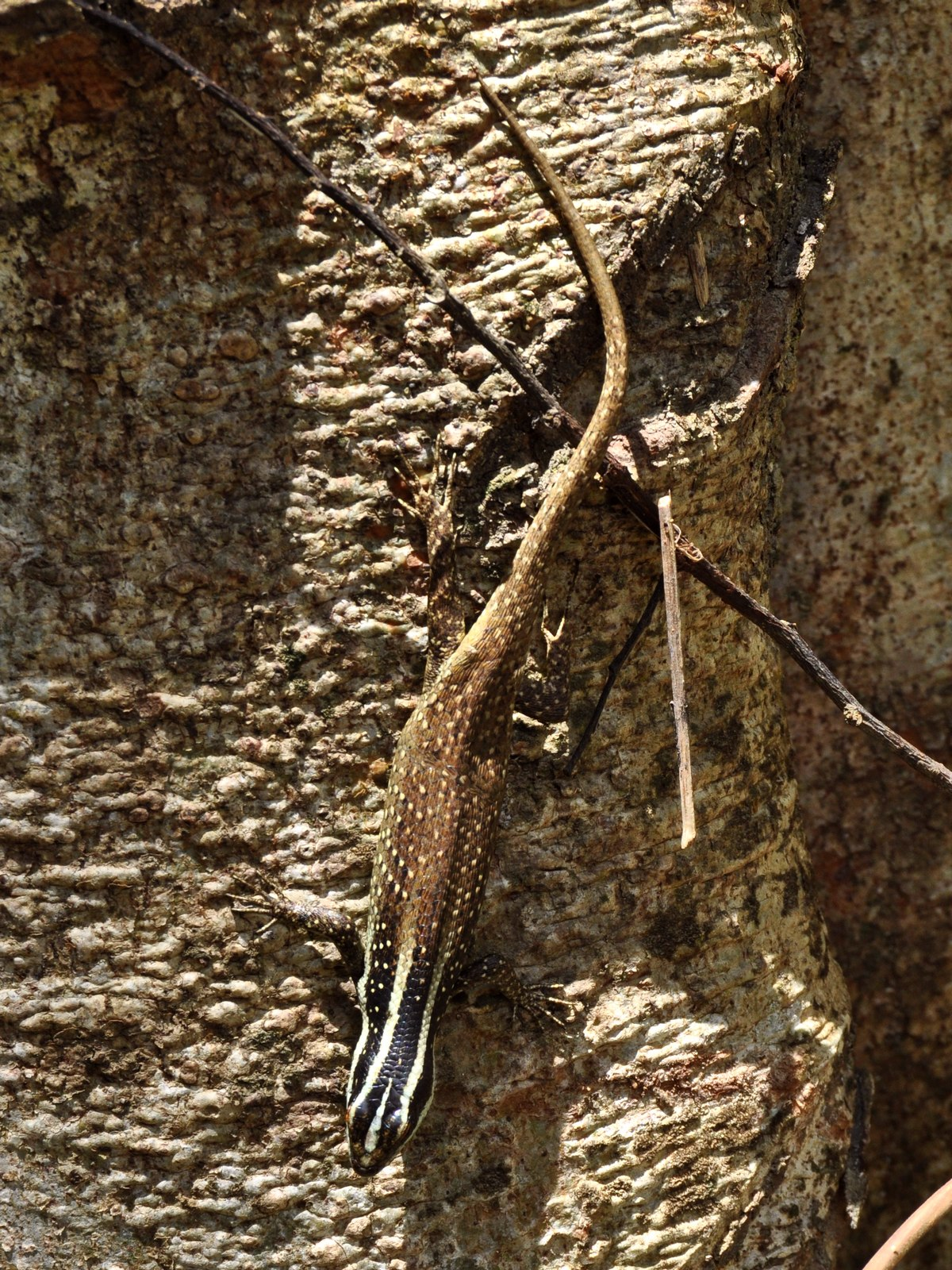
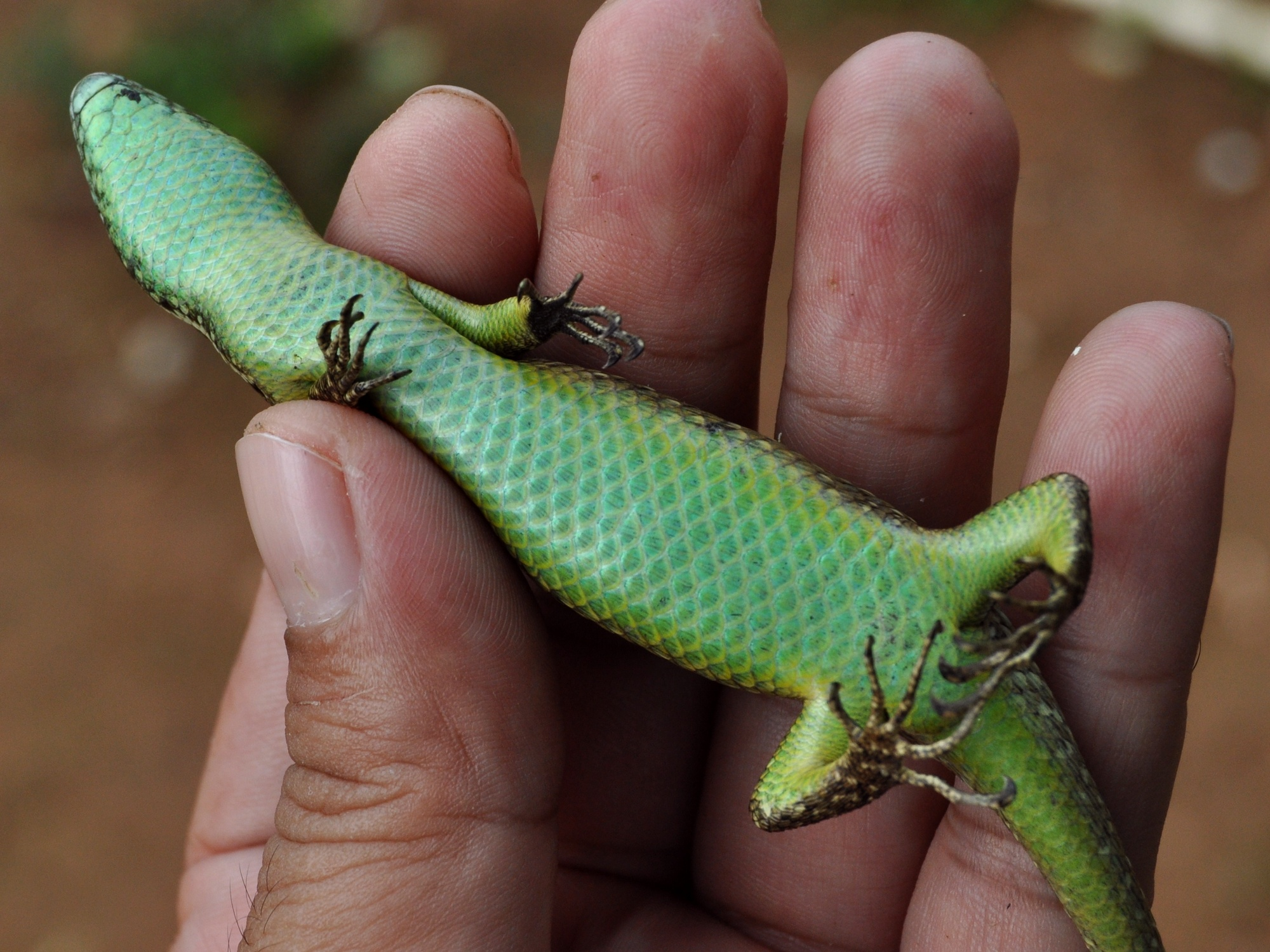
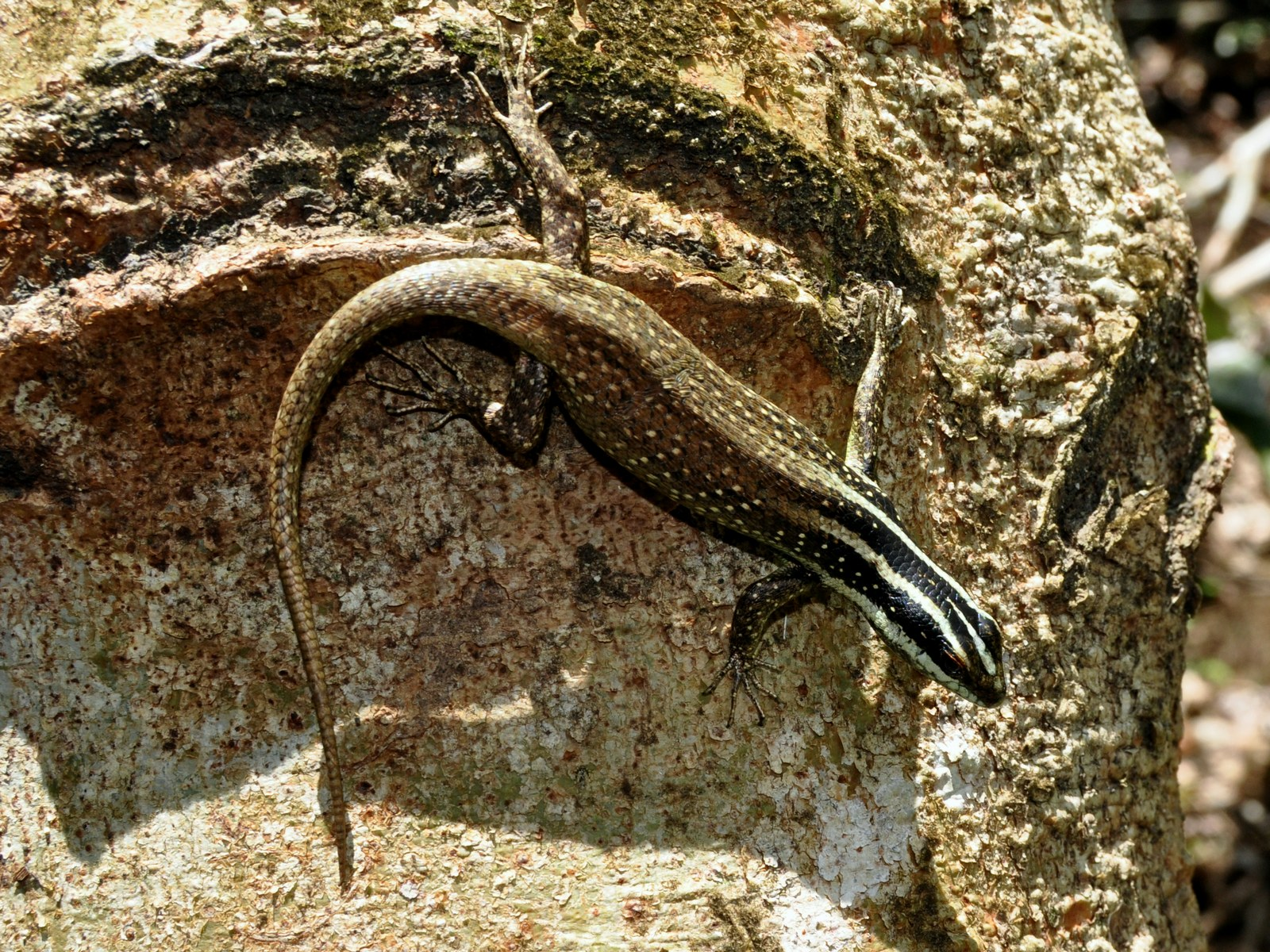
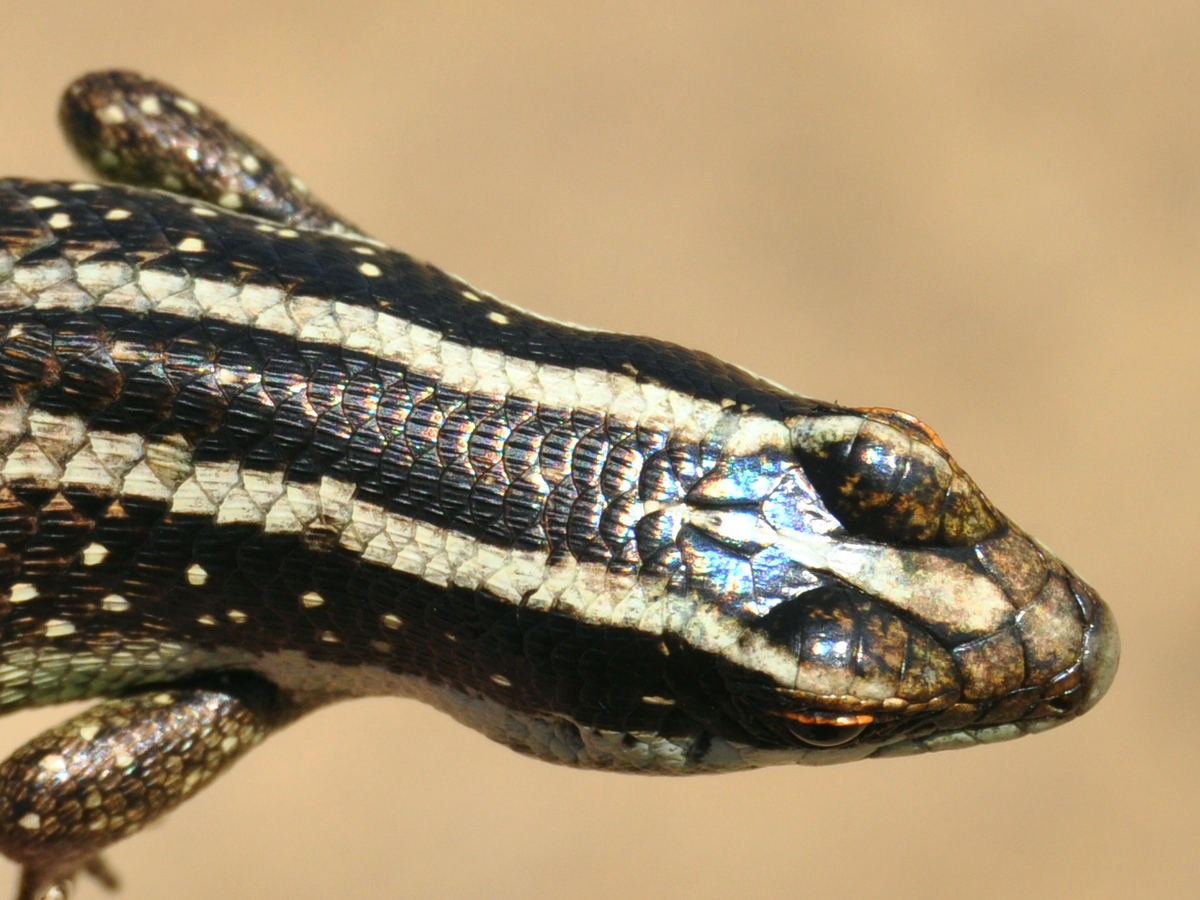